# Chas Chandler
Bryan "Chas" Chandler (né le 18 décembre 1938 à Heaton et mort le 17 juillet 1996 à Newcastle upon Tyne) est un musicien anglais, qui devint ensuite manager et producteur d'artistes de rock.

## Biographie
Il commence à jouer de la basse dans le groupe d'Alan Price, l'Alan Price Combo en 1962. Quand le chanteur Eric Burdon rejoint le groupe, celui-ci prend le nom de The Animals et connait un succès immédiat grâce à son tube The House of the Rising Sun, extrait de l'album The Animals sorti en 1964.
Quand The Animals se séparent, en 1966, Chas Chandler devient le manager d'un guitariste alors inconnu du grand public qu'il avait remarqué à New York lors de la dernière tournée du groupe aux États-Unis : Jimi Hendrix. Il le persuade de venir en Angleterre, où il lui adjoint deux musiciens anglais, Mitch Mitchell et Noel Redding, formant le trio The Jimi Hendrix Experience dont il produit les deux premiers albums. Pour le troisième album de Jimi Hendrix, Chas Chandler commence à être écarté des sessions d'enregistrement d'Electric Ladyland, car il voulait de Jimi Hendrix des morceaux courts, rapides et surtout percutants, tout l'inverse des envies de l'artiste.
Chas Chandler produit ensuite d'autres artistes comme Nick Drake ou le groupe Slade ; il participe à la reformation du groupe The Animals en 1976.
Il meurt d'une rupture d'anévrisme de l'aorte en 1996 à l'âge de 57 ans.